# Robert Urmann
Robert Urmann (* 27. Mai 1935 in Ried im Innkreis) ist ein österreichischer Jazz-Experte, Eventmanager, Journalist, Fotograf, Vereinsfunktionär und Vortragender der Erwachsenenbildung.

## Leben und Wirken
Robert Urmann ist der Sohn von Rudolf Urmann. Er erwarb sein Wissen über den Jazz überwiegend im Selbststudium. Er verfasste jahrelang freischaffend Kritiken zu Jazzveranstaltungen für die Tageszeitung Oberösterreichische Nachrichten und weiteren österreichische Zeitungen und Zeitschriften. Seine Kritiken wurden mehrfach auch in internationalen Fachzeitschriften zitiert. Er ist Mitglied der Künstlervereinigung MAERZ und wirkte dort eine Zeit lang im Vereinsvorstand als Kassier mit.
Urmann gründete 1956 den Jazzclub Linz und fungierte jahrzehntelang als dessen Obmann. Veranstaltungsorte für die von ihm organisierten Veranstaltungen mit international bekannten Jazz-Interpreten in Linz waren u. a. der Kongress-Saal der Arbeiterkammer Linz, die Galerie März und Schloss Weinberg. Seine Jazz-Vorträge im Rahmen der Volkshochschule bildeten die Basis für den regelmäßigen Besucherkreis der Jazz-Veranstaltungen nicht nur in Linz, sondern auch in anderen österreichischen Städten.
Er wirkte als Jazz-Berater am Jugendreferat der Stadt Linz, bei der Linzer Veranstaltungsgesellschaft (LIVA) für das Brucknerfest und für die Ars Electronica. Mit der Erstellung des ersten Linzer Jazzplans gelang es ihm, die Konzert-Reihen der kooperierenden Veranstalter im Verbund als Jazz an der Donau zu führen. Die im Oktober 2006 neu ins Leben gerufene Konzertreihe für improvisierte Musik unter dem Titel Jazztime im Brucknerhaus beruft sich ausdrücklich auf die große, von Urmann und Freunden in den 1950er-Jahren initiierte Linzer Jazztradition.
Urmann war Anchorman für die Jazz-Ära in Linz zwischen 1954 und 1978. Erste Bleibe war das Amerika-Haus. In der 1953 eröffneten Arbeiterkammer wurde eine dauerhafte Bleibe gefunden. Träger der Aktivitäten waren der 1956 gegründete JazzClub, die Volkshochschule und das Kulturamt der Stadt Linz. Die Stadt entwickelte sich zur österreichweit ersten Adresse in Sachen Jazz.

## Auszeichnungen
- Kunstwürdigungspreis der Stadt Linz (2012)[3]

## Publikationen
- Glenn Miller in Linz. 101. Geburtstag eines Stars, in: Kulturbericht Oberösterreich, Jahrgang 59 (2005), Folge 3, S. 10.
- Jazz im Innviertel. 25 Jahre Kunst und Kultur Raab, in: Kulturbericht Oberösterreich, Jahrgang 59, (2005), Folge 2, S 9 PDF
- Jazz kommt auf in Linz Charakteristik einer rund zwanzigjährigen Aufwärtsentwicklung, in: Linz aktiv, Nr. 59 (1976), Impulse S III-IV
- Jazz und Lyrik, in: Kulturbericht Oberösterreich, Jahrgang 60 (2006), Folge 10, S. 21.